# Мелаєр
Мелаєр, або Малаєр, або Довлетабад, або Даулатабад (перс. ملاير) ‎ — місто на заході Ірану, у провінції Хамадан. Адміністративний центр шагрестану Мелаєр. Друге за чисельністю населення місто провінції.

## Географія і клімат

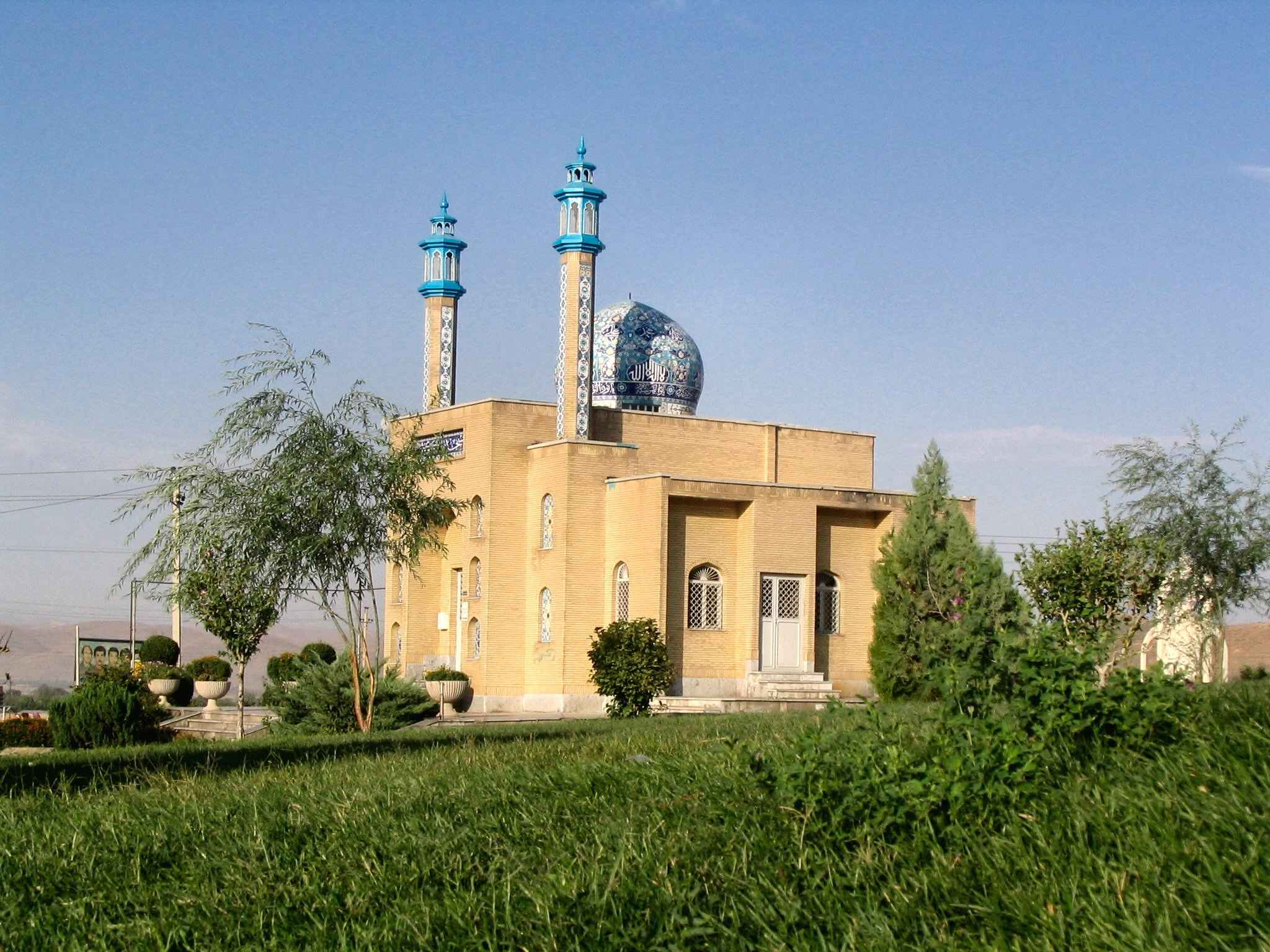
Міська мечеть

Місто знаходиться в південній частині Хамадана, у гірській місцевості, на висоті 1725 метрів над рівнем моря. Мелайер розташований на відстані близько 60 км на південний схід від Хамадана, адміністративного центру провінції і на відстані 270 кілометрів на північний захід від Тегерана, столиці країни. Клімат міста характеризується теплим і відносно посушливим літом і досить холодними зимами (до 50 морозних днів у році). Середньорічна кількість опадів становить 300 мм. Основу економіки становить сільськогосподарське виробництво (розвинене виноградарство), а також килимарство.

## Населення
2006 року населення становило 153 748 осіб; у національному складі переважають перси і лури (носії діалекту мелаєрі), у конфесійному — мусульмани-шиїти. 
| 1981   | 1986    | 1991    | 1996    | 2006    | 2011    |
| ------ | ------- | ------- | ------- | ------- | ------- |
| 84 400 | 103 640 | 130 458 | 144 373 | 153 748 | 158 646 |

## Уродженці
- Хосров Рузбех — іранський військовий і політичний діяч.